# Mycena phyllogena
Mycena phyllogena är en svampart som först beskrevs av Christiaan Hendrik Persoon, och fick sitt nu gällande namn av Rolf Singer 1961. Mycena phyllogena ingår i släktet Mycena och familjen Mycenaceae.   Inga underarter finns listade i Catalogue of Life.